# Kontoskalion

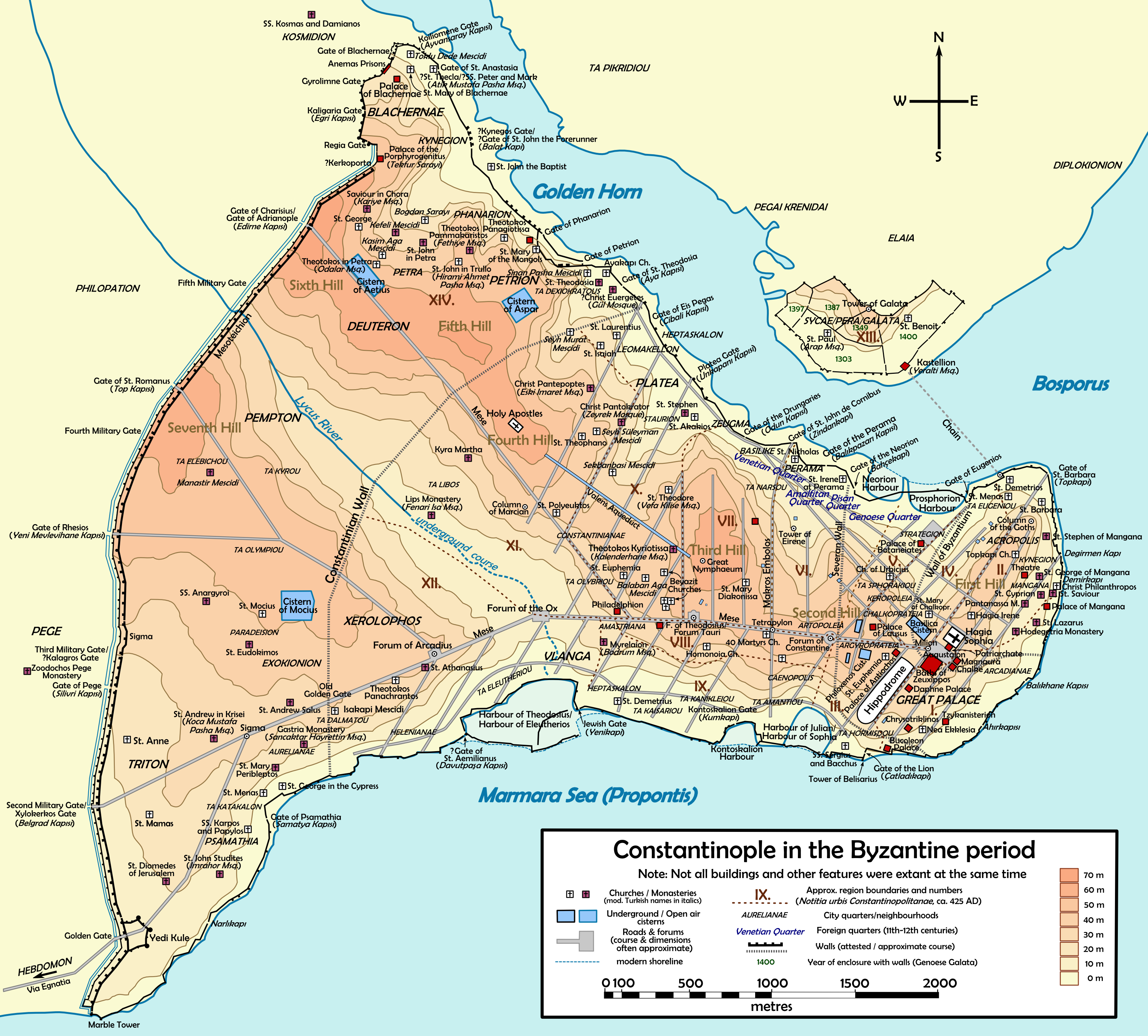
Karte des byzantinischen Konstantinopel. Das Kontoskalion lag im Südwesten der Stadt

Das Kontoskalion (griechisch Κοντοσκάλιον) – auch Julian-Hafen, Neuer Hafen oder Sophien-Hafen sowie in osmanischer Zeit Kadırga Limanı („Galeerenhafen“) – war ein byzantinischer Hafen in Konstantinopel, der im 4. Jahrhundert erbaut und bis in die osmanische Zeit unterhalten wurde.

## Lage
Der Hafen lag an der Küste der Propontis (Marmarameer) unterhalb des Hippodroms und des Großen Palasts. Das einstige Hafengelände liegt in den heutigen Stadtvierteln Kadırga Limanı und Kumkapı im Istanbuler Stadtbezirk Fatih.

## Geschichte

### Byzantinische Zeit

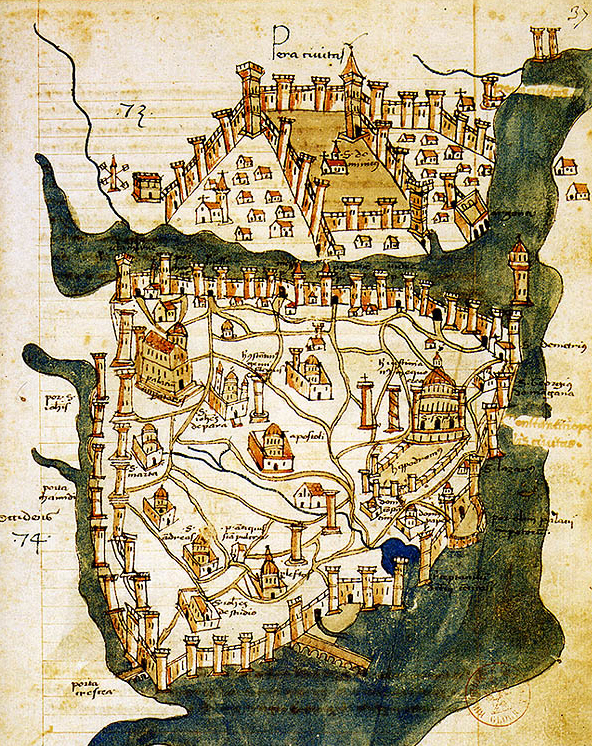
Konstantinopel, Karte von Cristoforo Buondelmonti aus dem Jahr 1420

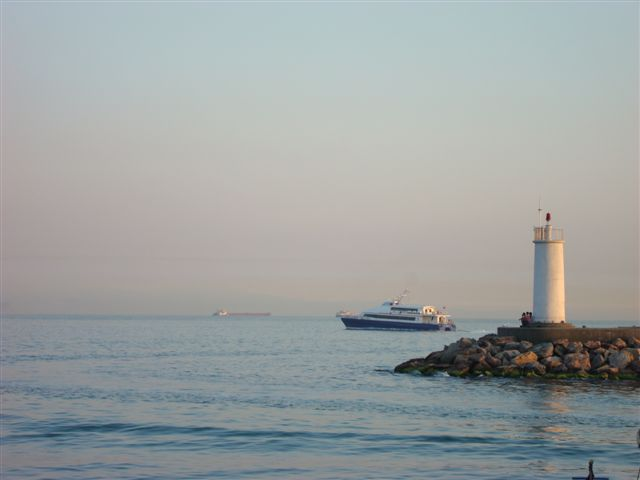
Das Marmarameer von Kumkapı aus

Schon während der Regentschaft von Konstantin dem Großen wurde der Ort des späteren Hafens als Anlegestelle genutzt. Im Jahr 362 erbaute der römische Kaiser Julian während eines kurzen Aufenthalts auf dem Weg zu einem Feldzug gegen die Perser in der Stadt einen Hafen, der den Namen portus novus oder portus Iulianus trug. Gleichzeitig errichtete er davor das halbmondförmige sigma bzw. die porticus semirotunda. Ein Standbild erinnerte an den Erbauer, bis dieses 535 einem Erdbeben zum Opfer fiel und von Justinian I. durch ein Kreuz ersetzt wurde.:51
Die Entscheidung zum Bau wurde trotz der anstehenden Probleme getroffen: Ein Handelshafen war hier ein nicht zu unterschätzender Vorteil. Die Anlegestellen an der Propontisküste waren allerdings gegen den starken Südwestwind Lodos nur wenig geschützt. Der starke Wind brachte viel Sand in das Hafenbecken und machte ein häufiges und teures Ausbaggern nötig. Außerdem kam es bei heftigen Regenfällen zu Erosion in den umgebenden Bergen und die Sedimente lagerten sich im Hafenbecken ab. Die erste überlieferte Ausbaggerung mit Schöpfrädern fand 509 statt.:52
Doch der Bau eines Hafens an der Konstantinopeler Südküste war andererseits nötig, um die südlichen und westlichen Stadtregionen effektiv zu versorgen. Erst im 5. Jahrhundert wurde an der Küste Konstantinopels mit dem Theodosius-Hafen ein weiterer Hafen geschaffen. Zwischen diesem und dem Julianus-Hafen wurden zwei mächtige Getreidespeicher für Getreidelieferungen aus Ägypten, später auch aus Thrakien, Makedonien und Kleinasien, erbaut.:52, 56 Die Umgebung des Hafens entwickelte sich zu einem gehobenen Wohngebiet.

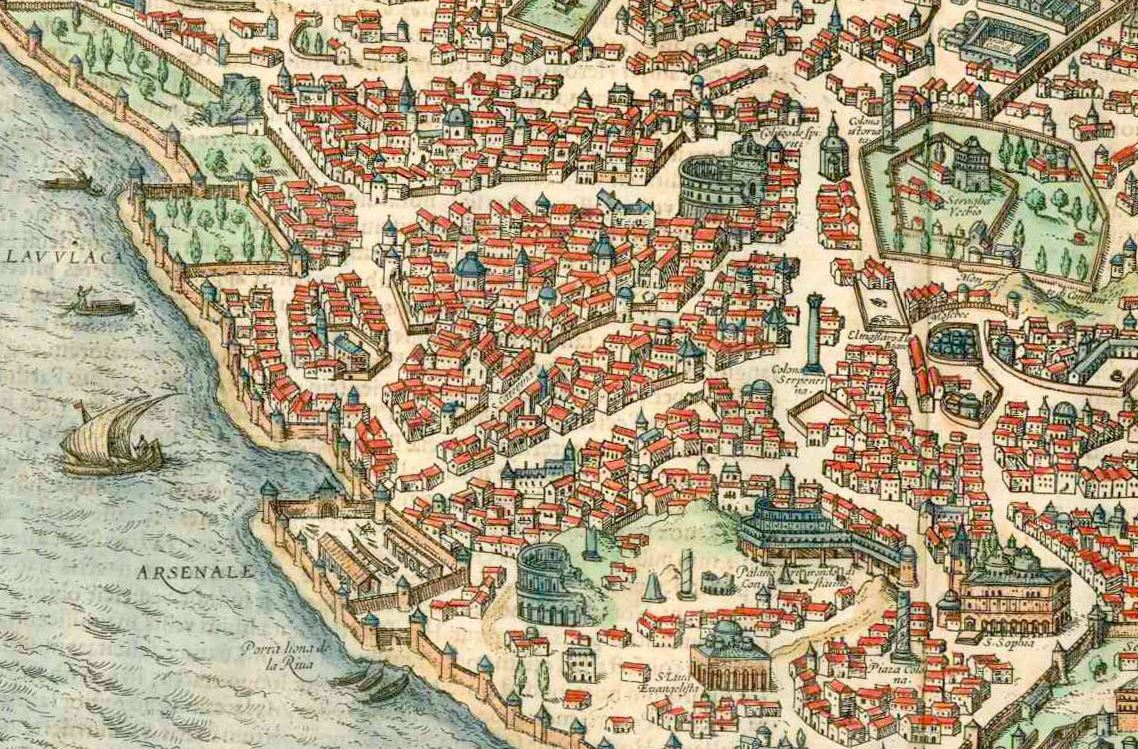
Der Kadırga Limanı und das Arsenal im Byzantium nunc Constantinopolis von Braun and Hogenberg (1572)

In den ersten Beschreibungen aus dem 6. Jahrhundert wurde der Hafen als von einer Mauer umgebenes Hafenbecken mit Munitionsdepot beschrieben. Die ersten Karten der Stadt bestätigen diese Beschreibungen mit einem Arsenal westlich der Sokollu-Mehmed-Pascha-Moschee nahe der alten Seemauer von Kumkapı, während das Hafenbecken beschützt von einer Mole von der Seemauer eingegrenzt wurde.
Eines der größten Probleme der Region waren die wiederholten schweren Feuersbrünste. Ein erster schwerer Brand brach Ende des 4. Jahrhunderts aus und zerstörte Teile der Südstadt. Im 6. Jahrhundert leerte Kaiser Anastasius I. das Hafenbecken mit hydraulischen Maschinen, baute eine Mole und ließ das Sandsediment ausbaggern. Später, eventuell unter Justinian I., wurde ein Teil des Handelsverkehrs für importierte Waren aus dem Neorion-Hafen am Goldenen Horn, dem ältesten Hafen der Stadt, in den neuen Hafen umgeleitet und auch der Markt für diese Waren hierher verlegt. Manche Quellen halten eher einen Umzug des Marktes im 7. oder 8. Jahrhundert für wahrscheinlich, als man den Neorion-Hafen im Goldenen Horn zur Basis der Kriegsmarine ausgebaut habe.:53
Nach Zerstörungen bei einem weiteren Brand im Jahr 561, ließ Justin II. den Hafen um 575 erneut ausbaggern und vergrößern::53 Die Arbeiten wurden von dem praepositus Narses und dem protovestiarios Troilos beaufsichtigt. Vor dem großen Hafen, der inzwischen „Sophienhafen“ hieß, wurden vier Statuen errichtet, die Kaiser Justin, seine Ehefrau Sophia, ihre Tochter Arabia und Narses darstellten.
Ab dem Ende des 6. Jahrhunderts wurde der Hafen wohl auch militärisch genutzt und zum Heimathafen der byzantinischen Marine. Kaiser Philippikos Bardanes ließ zwei Statuen des Kontoskalion entfernen, weil er deren prophetische Inschriften für ungünstig hielt. Während seiner Regentschaft unterhielt Kaiser Theophilos nahe dem Hafen und der porta Leonis (osmanisch Çatladı Kapı) ein Arsenal mit einer Werft und Munitions- und Waffenlagern.
In der folgenden Zeit wurde der Hafen immer wieder in historischen Quellen erwähnt. Um das Jahr 867 soll das Schiff, auf dem der heilige Eustratios von Bithynien nach Konstantinopel gefahren war, im Sophienhafen gesunken sein; der Heilige und die Besatzung hatten es gerade noch rechtzeitig verlassen können. Und Leon von Synada berichtete im Jahre 996 von einer Einschiffung nach Rom. Beim Auslaufen brach das Schiff und wäre beinahe gekentert.:57 Eine militärische Funktion des Sophienhafens zwischen 700 und 1200 ist nicht nachweisbar. Wenn es in mittelbyzantinischer Zeit ein Arsenal gab, dann ist dieses im Goldenen Horn anzunehmen, wo die Kriegsflotte offenbar zumeist vor Anker lag. Schon 715 dient das Neorion als Marinebasis und Werft, aber auch andere Bereiche des Meeresarms dürften späterhin militärisch verwendet worden sein.:58
Schon zwischen dem 9. und 11. Jahrhundert bezeichneten die Patria Konstantinupoleos den Hafen auch als Kontoskalion. Dies blieb auch der moderne griechische Name für das Stadtviertel im Westen des Hafens, dessen türkischer Name Kumkapı lautet. Nach dem Ende des Lateinischen Kaiserreichs tauchte der Namen in mehreren Quellen als Kontoskelion auf und stiftete damit unter Wissenschaftlern Verwirrung. Nach den Patria war dieser Name ein Patronym, das an einen Agallianos Kontoskeles erinnerte, einem byzantinischen Anführer einer Turma, der den Spitznamen Kontoskeles aufgrund seiner kurzen Beine trug. Doch der Byzantinist Albrecht Berger sieht dies als Missinterpretation der Patria-Autoren: „Kontoskalion“ meint einen kurzen Schritt oder aber einen kleinen Anlegeplatz. Einige Autoren, wie Raymond Janin vermuten, dass der Name Kontoskelion (mittelgriechisch πρὸς τὸ Βλάγκα Κοντοσκέλιον pros to Vlanka Kontoskelion) auf einen anderen Hafen rund 150 Meter westlich des Sophienhafens hindeuten könnte, allerdings wurde die Interpretation verworfen, da der Kontoskalion-Hafen bis zum 15. Jahrhundert der einzige Militärhafen am Marmarameer war.
Im 14. und 15. Jahrhundert hatte der Hafen noch einige wichtige militärische Funktionen inne. Die Werft produzierte Kriegsschiffe und ermöglichte den Wiederaufbau einer byzantinischen Marine und der Hafen war Standort der Kriegsmarine.:60 Die Nutzung des Kontoskalion als Militärhafen erwähnt der um 1350 in Konstantinopel weilende russische Pilger Stephan von Nowgorod. Dieser beschrieb, dass der Hafen bis zu 300 Dromonen fasse, doch könne man bei ungünstigem Wind nicht auslaufen.:62
Während der Palaiologen-Dynastie schützte Kaiser Michael VIII. das Hafenbecken mit einer Steinmauer und einer Kette. Sein Nachfolger Andronikos II. Palaiologos vertiefte den Hafen und schützte den Eingang mit eisernen Toren. In einem Enkomium von Kaiser Johannes VIII. wurde der Hafen im Jahr 1427 erwähnt. Das Dokument berichtet von Reparaturarbeiten am Hafen, die von Johannes VIII. angeordnet worden waren, und einem erneuten Ausbaggern. Beschäftigt waren hier bezahlte Arbeiter (darunter Priester und Mönche) und keine öffentlich Bediensteten. Danach konnten 300 Galeeren in dem Hafen anlegen. In einigen Versionen der Karte des Florentiner Reisenden Cristoforo Buondelmonti, der Konstantinopel im Jahr 1421 besuchte, sieht man das Hafenbecken flankiert von einem Arsenal, und aus den Berichten des spanischen Reisenden Pero Tafur aus dem Jahr 1437 lässt sich schließen, dass der Hafen zu diesem Zeitpunkt noch genutzt wurde. Dies blieb so bis zur Eroberung Konstantinopels durch die Osmanen im Jahr 1453.

### Osmanische Zeit
Nach dem Fall der Stadt ließ Sultan Mehmet II. den Hafen 1462 mit mehreren Türmen befestigen. Der Hafen wurde nun Kadırga Limanı genannt. Im Jahr 1515 begann man mit dem Bau eines neuen Arsenals am Goldenen Horn, dem Tersâne-i Âmire, das dort vor den Südweststürmen gut geschützt war und der enorm wachsenden osmanischen Flotte genügend Platz bot. Damit begann der Niedergang des alten Hafens. Im 16. Jahrhundert berichtete der französische Reisende und Schriftsteller Pierre Gilles, dass um 1540 die Frauen der benachbarten Viertel ihre Wäsche im Hafenbecken wuschen. Dennoch wurde der Hafen in einigen Karten des 18. Jahrhunderts als aktiver Hafen dargestellt. Das Ende des Kadırga Limanı begann mit dem Bau der Nuruosmaniye-Moschee im Jahr 1748, denn der Aushub wurde teilweise in das alte Hafenbecken geschüttet.:65